# Yvonne Volkart
Yvonne Volkart (* 1963 in Zürich) ist eine schweizerische Kunstkritikerin, Kunsthistorikerin, Kuratorin und Hochschullehrerin.

## Leben und Werk
Yvonne Volkart studierte Germanistik, Psychologie und Kunstgeschichte in Zürich und Wien und wurde in Ästhetik und Kommunikation an der Carl von Ossietzky Universität Oldenburg promoviert. Ihre Promotionsschrift hatte den Titel: Fluide Subjekte. Anpassung und Widerspenstigkeit in der Medienkunst und wurde 2006 bei transcript in Bielefeld veröffentlicht.
Von 2009 bis 2012 arbeitete Volkart mit Anke Hoffmann als Kuratorin an der Shedhalle Zürich. Sie gehörte zu den Gründerinnen und der Kerngruppe der cyberfeministischen Allianz Old Boys Network. Yvonne Volkart ist Forschungsleiterin und Dozentin für Medientheorie am Institut Kunst Gender Natur der Hochschule für Gestaltung und Kunst in Basel. Zudem unterrichtet sie an der Zürcher Hochschule der Künste, ist freie Kuratorin und Projektleiterin an der Fachstelle Kunst und Bau beim Amt für Hochbauten der Stadt Zürich. Volkart veröffentlicht regelmäßig in der springerin und anderen Kunstzeitschriften.
In Basel leitet sie von 2022 bis 2025 das vom Schweizerischen Nationalfonds geförderte Forschungsprojekt Plants_Intelligence. Lernen wie eine Pflanze. Volkarts thematische Schwerpunkte sind Techno-Öko-Ästhetik, Abfall und feministische Theorien des Werdens in der Kunst. Sie arbeitet als Kuratorin für die Fachstelle Kunst und Bau, Amt für Hochbauten der Stadt Zürich.

## Publikationen (Auswahl)
- been there and back to nowhere: über geschlecht in transnationalen orten /on gender in transnational spaces, b-books 2000, Ursula Biemann, Avtar Brah, Yvonne Volkart, englisch, ISBN 978-3-9335-5712-4
- Medien Kunst Netz 2 / Media Art Net 2, Springer, Wien und New York, 2005, englisch, deutsch, ISBN 978-3-2112-3871-4
- Ökomedien. Ökologische Strategien in der Kunst heute, hg. von Sabine Himmelsbach und Yvonne Volkart, Ostfildern: Hatje Cantz 2007, ISBN 978-3-7757-2048-9
- Connect: Kunst zwischen Medien und Wirklichkeit, Verlag f. mod. Kunst, von Anke Hoffmann und Yvonne Volkart (hrsg., Autorinnen), 13. Oktober 2011, ISBN 978-3-8698-4246-2
- Producing Futures: A Research on Post-cyber-feminisms Heike Munder, Yvonne Volkert, Paul Preciado, Elsa Himmer, Joanna Walsh, Jrp Ringier Kunstverlag Ag, 2019 ISBN 978-3-0376-4553-6
- Riikka Tauriainen - Ecotone Encounters Yvonne Volkart (Autorin), modo 2022, ISBN 978-3-8683-3323-7